# Keizersgracht (Amsterdam)

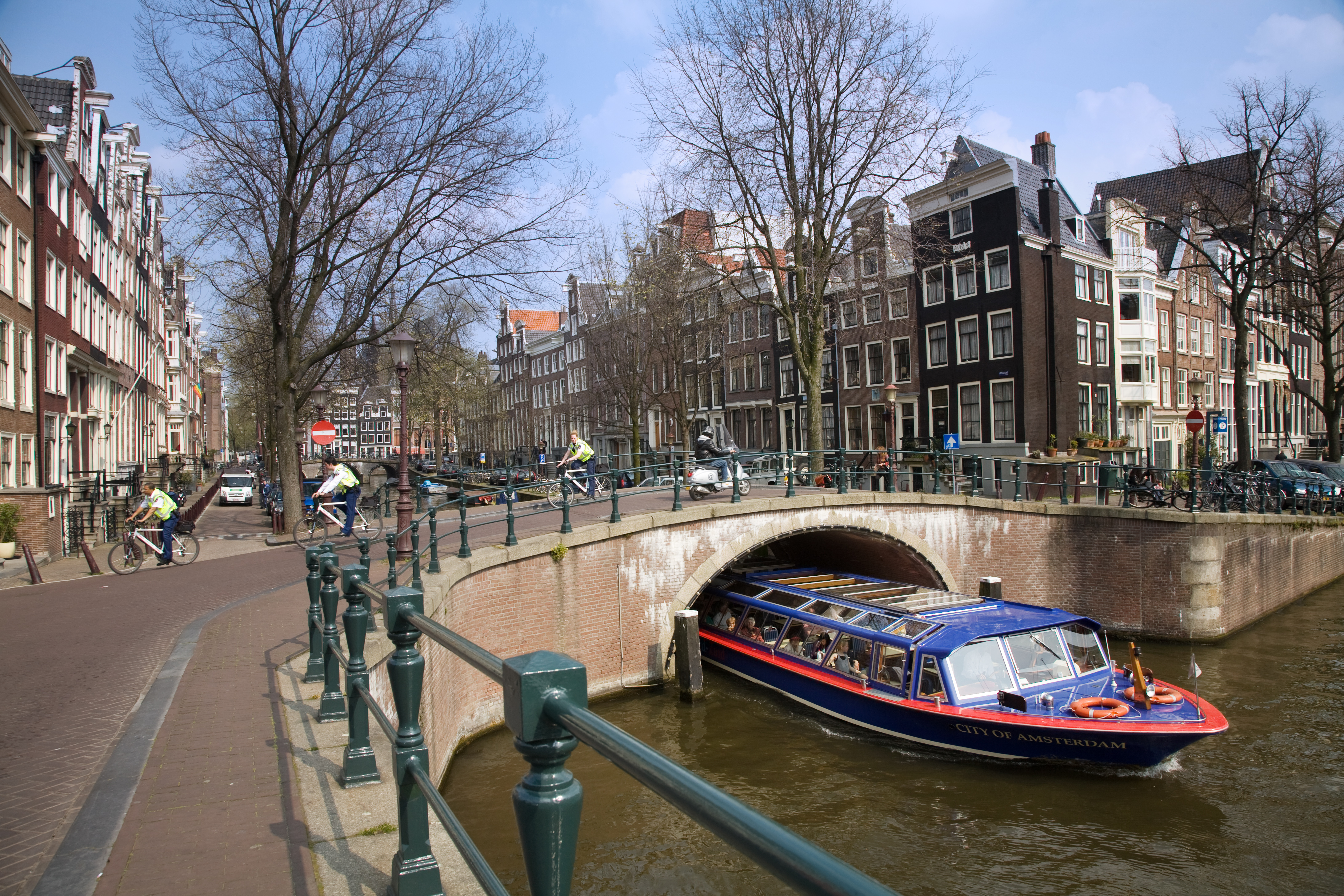
Amsterdam: il Keizersgracht

Il Keizersgracht ("Canale dell'Imperatore") è - insieme al Prinsengracht e allo Herengracht - uno dei tre canali (in olandese, al singolare: gracht) principali del centro storico di Amsterdam: iniziato nel 1612 intitolato all'imperatore Massimiliano d'Austria  è il largo canale del centro cittadino  e il più centrale dei tre canali principali.

## Descrizione

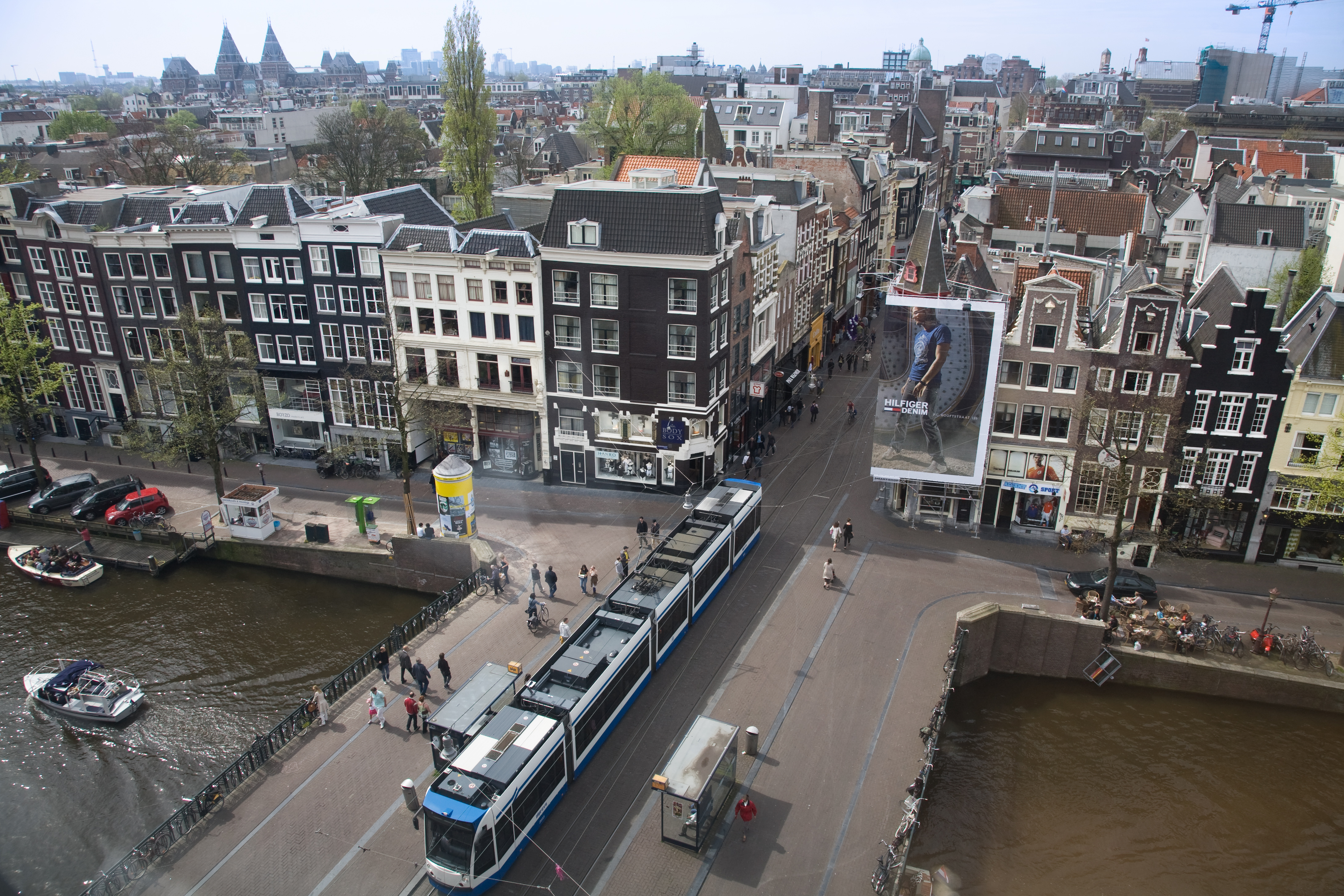
Veduta aerea di un tratto del Keizersgracht

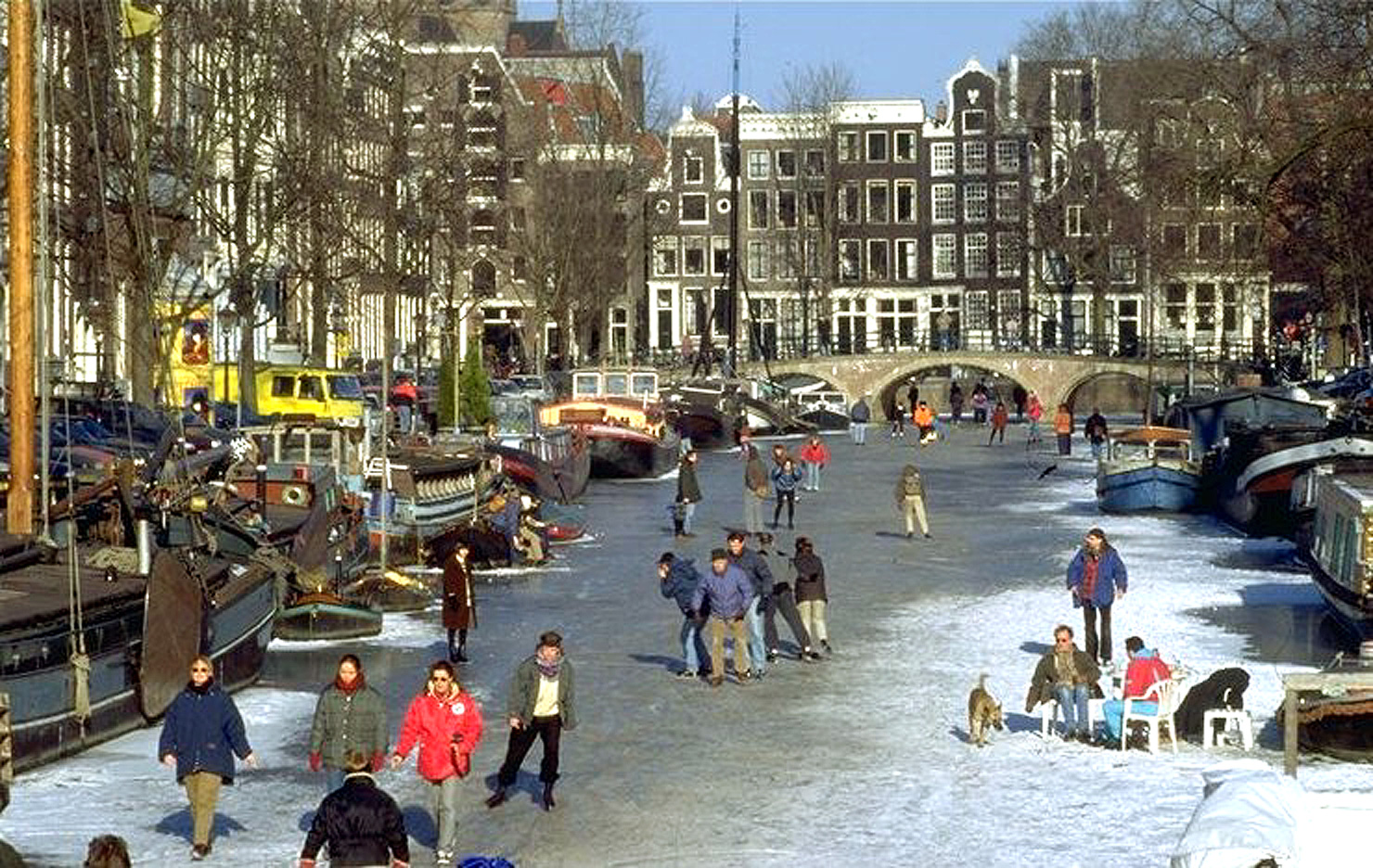
Pattinaggio sul Keizersgracht

Il Keizergracht si estende dalla parte settentrionale del centro cittadino, dove sorge dal Brouwersgrchtt alla parte meridionale del centro cittadino, dove si congiunge al Prinsengracht, al  Nieuwe Achtergracht e all'Entrepotdok.
Il Keizersgracht ha una larghezza di 31 metri ed è attraversato da 14 ponti
Durante il periodo invernale, quando il canale è coperto dal ghiaccio, è vietata la navigazione fino al disgelo.

## Monumenti e edifici d'interesse lungo il Keizersgracht

### Groenlandpakhuizen
Sul lato destro del canale e, più precisamente al civico nr. 42, si trova un gruppo di edifici del 1620, le Groenlandpakhuizen.

### Rode Hoed

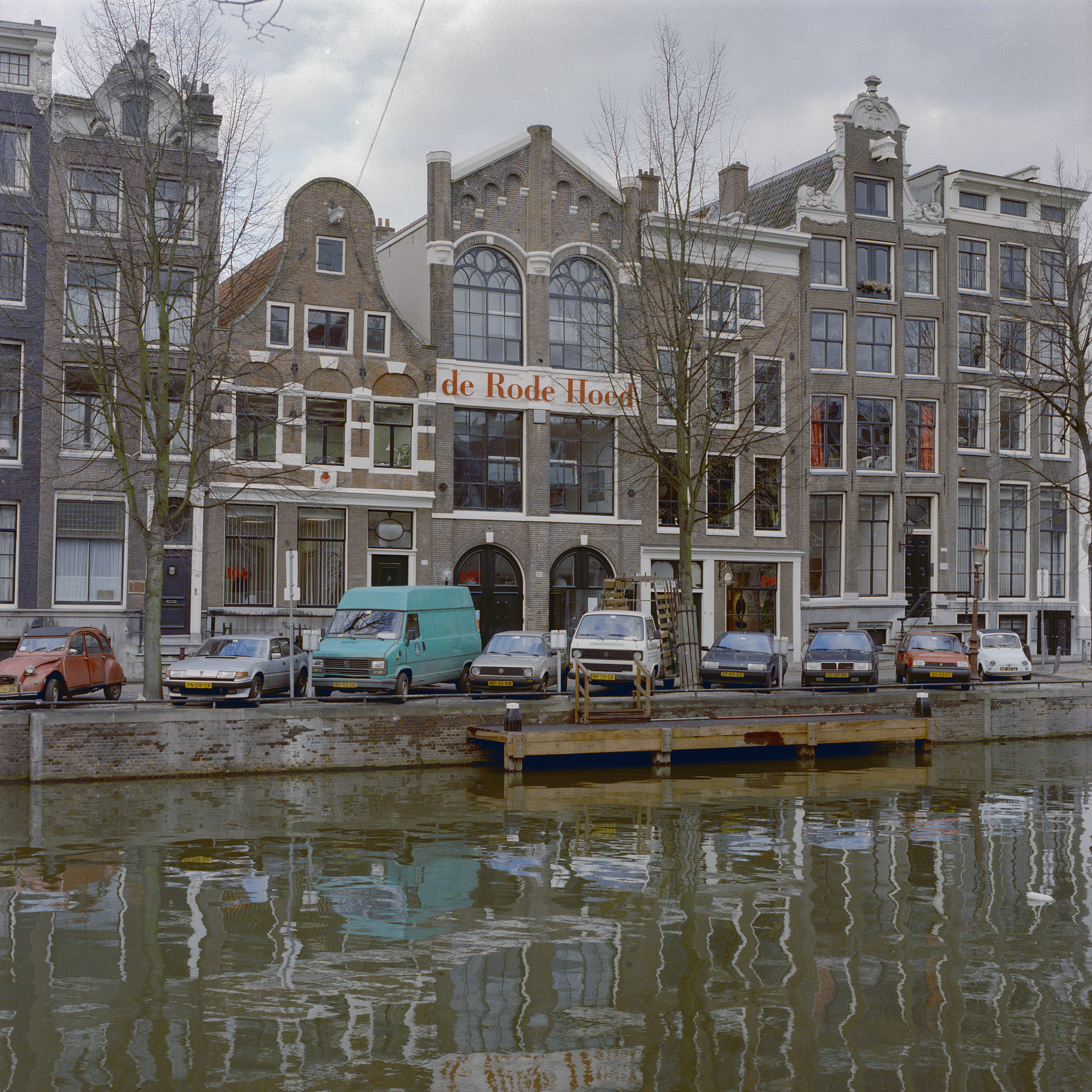
Edifici lungo il Keizersgracht con "De Rode Hoed"

Al nr. 112 di Keizersgracht, si trova "De Rode Hoed" ("Il Cappello Rosso"), un edificio che prima del 1629 ospitava un fabbricante di cappelli (da cui il nome) e in cui in seguito (fino al 1957) venivano tenuti servizi religiosi.

### Huis met de Hoofden
Sul lato sinistro del Keizersgracht e, più precisamente al civico nr. 123, si trova la Huis met de Hoofden ("Casa con le teste"), un edificio realizzato nel 1623 su progetto di Hendrick de Keyser il Vecchio.  Il nome dell'edificio richiama alle sei teste di divinità romane (Apollo, Cerere, Marte, Minerva, Bacco e Diana) scolpite nella facciata.

### Canal House Hotel
Al nr. 148 sorge il Canal House Hotel, uno storico albergo ubicato in un edificio del XVII secolo.

### Astoria
Ai nr. 174-176 di Keizergracht si trova l'Astoria (Amsterdam)Astoria, un edificio realizzatto in Jugendstil nel 1905 su progetto di H.H. Baanders.

### Dylan Hotel
Al nr. 384 di Keizersgracht, si trova il Dylan Hotel, un albergo esclusivo che sorge in un-ex teatro del 1637.

### Huis Marseille
Al nr. 401 di Keizersgracht si trova la Huis Marseille, un edificio risalente al 1665 che ospita l'unico museo dei Paesi Bassi dedicato alla fotografia come forma d'arte.

### John Adams Huis
Al nr. 529 di Keizersgracht, si trova la John Adams Huis, la casa in cui dimorò John Adams, che tra il 1780 e il 1782 fu il primo ambasciatore degli Stati Uniti nei Paesi Bassi.

### Stadsarchief
Lungo il Keizersgracht, si trova anche lo Stadsarchief, l'archivio di Stato, ubicato in un edificio del 1928, che costituisce anche il più alto edificio della zona. .

### Foam
Al nr. 609 di Keizersgracht trova posto il Fotografiemuseum Amsterdam (Foam), un museo ubicato in un edificio del 1863 e che ospita la collezione di Carl Joseph Fodor.

### Museo Van Loon

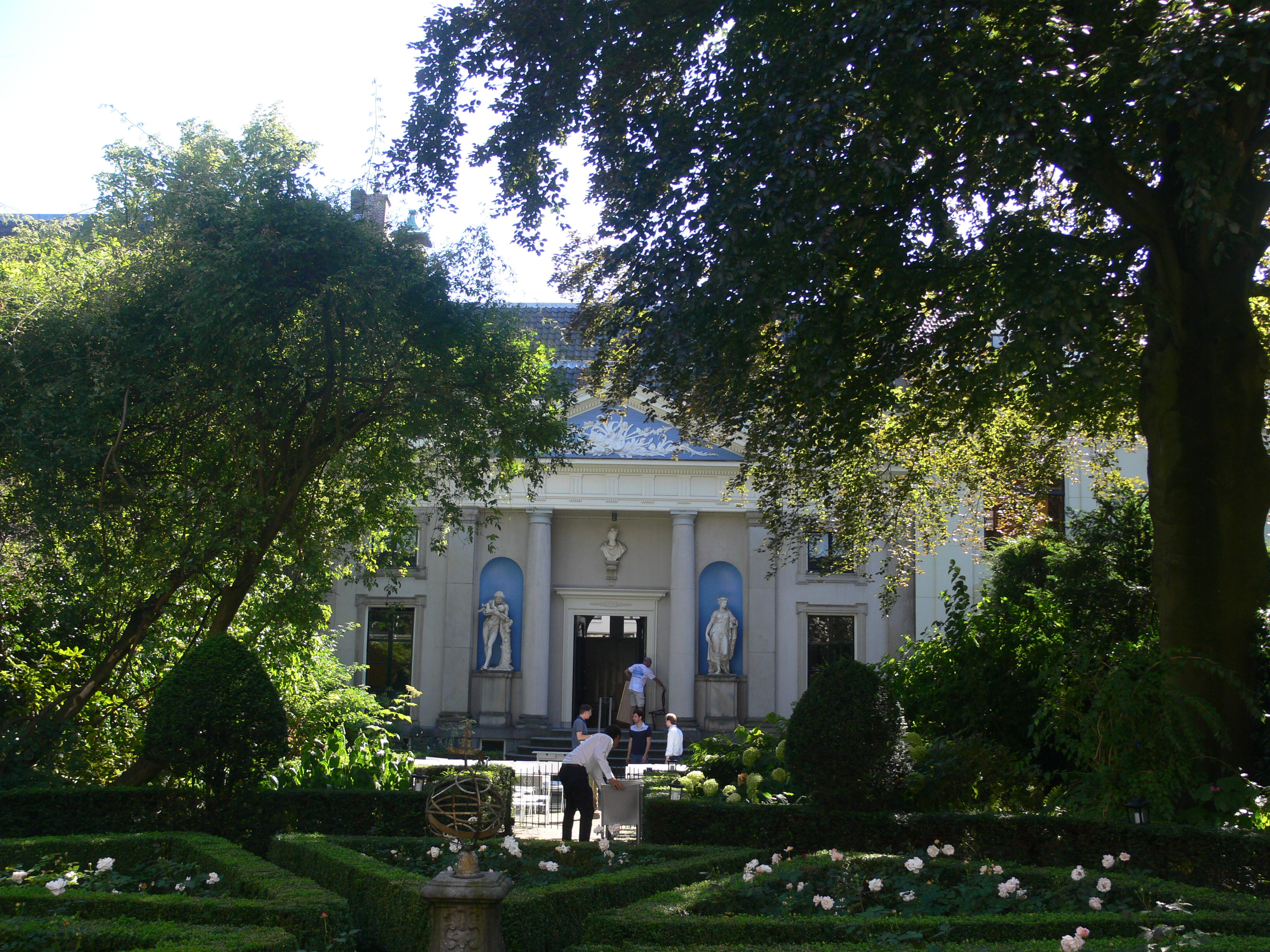
Il Museo Van Loon, casa-museo lungo il Keizersgracht

Ai nr. 672 e 674 trova posto un edificio del 1674, trasformato in casa-museo con il nome di Museo Van Loon.

### Homomonument
Lungo il canale è stato realizzato nel 1987 da Karin Daan lo "Homomonument", un monumento intitolato ai diritti LGBT.